# Duga 3
Duga-3 er et sovjetisk kortbølge-radaranlæg der befinder sig 30 km syd for Tjernobyl-værket.
Den fik øgenavnet "the Russian woodpecker", da man over hele verden kunne høre en klikken i kortbølgeradioer.
Det var et tidligt advarselssystem, en Over The Horizon-radar (OTH), der skulle detektere et angreb med strategiske virkemidler (atomvåben) tidligt på deres rute.
Anlægget blev taget ud af brug i 1989.
51°18′16″N 30°3′53″Ø / 51.30444°N 30.06472°Ø